# Сила Сибири — 2
«Сила Сибири — 2» (ранее — «Алтай») — проектируемый магистральный газопровод между газовыми месторождениями Сибири и Синьцзян-Уйгурским автономным районом на западе Китая. Там он может соединиться с китайским газопроводом «Запад — Восток», по которому газ дойдёт до Шанхая.
Планируемая протяжённость газопровода — около 6700 км, из которых 2700 км должны пройти по территории России. Предполагаемый диаметр труб — 1420 мм.
В роли ресурсной базы планируется новое крупное Чаяндинское месторождение; в 2022 году к газопроводу должны были подключить ещё одно новое и ещё более крупное — Ковыктинское месторождение.
Предварительная стоимость проекта составляет по различным оценкам 10—13,6 млрд долларов США.

## История проекта

### Проект «Алтай»
Весной 2006 года в ходе визита в КНР президент России В. Путин заявил, что в 2011 году в КНР из России будет построен экспортный газопровод, по которому в перспективе будет транспортироваться до 80 млрд м³ природного газа в год. Тогда планировались два маршрута — из Западной и Восточной Сибири.
В октябре 2008 года многие российские СМИ, цитируя официальное сообщение, якобы распространённое Министерством энергетики РФ, объявили, что в силу неконкурентоспособности и экономической нецелесообразности проект газопровода «Алтай» выведен за генеральную схему развития газовой отрасли РФ до 2030 года, в связи с чем Минэнерго было вынуждено заявить, что подобных официальных сообщений оно не распространяло и что «Генеральная схема развития газовой отрасли на период до 2030 года» находится пока на стадии проектирования и рассмотрения, а экономические и прочие риски, связанные с реализацией проекта «Алтай», учитываются «Газпромом» и Минэнерго, и, согласно предварительному варианту «Генеральной схемы», окончательное решение о проекте будет принято после проведения технико-экономического обоснования строительства.
На проходившем в ноябре 2014 года в Пекине саммите АТЭС, наряду с подписанным договором в мае 2014 года о поставках газа Китаю через восточный маршрут «Силы Сибири», также был подписан меморандум и рамочное соглашение об увеличении поставок газа КНР почти в два раза за счёт мощностей западного маршрута «Алтай».

### Проект «Сила Сибири — 2»
В начале февраля 2020 года министр энергетики Казахстана Нурлан Ногаев возобновил интерес к переговорам о возможности прохождения газопровода «Сила Сибири — 2» по территории республики с дальнейшим присоединением к газопроводной системе Китая «Запад — Восток». В это же время глава Минэнерго Александр Новак анонсировал начало работы по оценке возможности поставок российского газа в Китай по «Силе Сибири — 2» через Монголию. Также он не исключил возможности газификации Павлодарской области Казахстана за счёт этого газопровода.
В декабре 2021 лидеры РФ и Китая обсудили проект мощностью до 50 млрд м³ в год.
В сентябре 2022 года Александр Новак заявил, что окончательные договоренности с Китаем, по его словам, будут достигнуты в ближайшее время. Премьер-министр Монголии Лувсаннамсрайн Оюун-Эрдэнэ заявил, что работы по проекту планируется завершить до 2029 года (ранее он заявлял, что старт работ запланирован на 2024 год).
21 марта 2023 года в ходе переговоров президента России Владимира Путина с председателем КНР Си Цзиньпином, по словам главы РФ, были согласованы основные параметры соглашения о строительстве газопровода «Сила Сибири 2», в частности объём поставок (50 млрд м³ газа в год), однако однозначного подтверждения плана китайской стороной высказано не было. Позже вице-премьер РФ Александр Новак заявил, что «Газпрому» дано поручение детально проработать данный проект и выйти на его подписание.
25 мая 2023 года агентства Reuters и Financial Times заявили, что Китай предпочёл развивать в первую очередь туркменский проект «Линия D», затягивая при этом переговоры по «Силе Сибири — 2». В частности изданиями отмечался визит Михаила Мишустина в Пекин, не приведший к подписанию китайской стороной обязательств по договору. Официальный представитель «Газпрома» Сергей Куприянов отверг заявления Financial Times, в то же время не связанные с компанией эксперты отмечали, что Китай раньше уже затягивал заключение договора по «Силе Сибири — 1», а эксперт Татьяна Митрова заявила, что российский газ сейчас «больше некуда отправить».
Как сообщил в марте 2024 г. в своем обзоре глобального рынка газа до 2030 года Форум стран — экспортёров газа (GESF) — запуск второго газопровода из России в Китай, Ожидается, что потерянные из Европы объёмы будут перевезены ориентировочно в 2033 году..

### Газопровод «Союз Восток»
В конце 2023 года завершено составление проектной документации газопровода «Союз Восток».
«Союз Восток» ожидается продолжением магистрального газопровода «Сила Сибири — 2» в западный Китай по территории Монголии.
Проектирование этого газопровода «Газпром» начал 18 мая 2020 года; протяжённость маршрута газопровода 960,5 км, а предполагаемая мощность — 50 млрд м³ газа в год. В 2021 году была согласована трасса газопровода и утверждён технико-экономический анализ (ТЭА) проекта строительства.
25 января 2022 года вице-премьер Сайнбуянгийн Амарсайхан и председатель правления «Газпрома» Алексей Миллер подписали протокол по завершению ТЭО строительства газопровода «Союз Восток» (Технико-экономическое обоснование было подготовлено компанией специального назначения «Газопровод Союз Восток»).
В 2021 году планируемым сроком начала строительства назывался 2024 год (как заявил в интервью газете Financial Times премьер-министр Монголии Лувсаннамсрайн Оюун-Эрдэнэ), однако окончательный маршрут трубопровода через Монголию все ещё обсуждается, а контракт с Китаем ещё не заключён.
19 августа 2024 газета The South China Morning Post сообщила, что Монголия исключила трубопровод из своего долгосрочного плана развития до 2028 года.
3 августа 2024 года президент РФ Владимир Путин по итогам переговоров с президентом Монголии Ухнаагийном Хурэлсухом сообщил о готовности проектной документации газопровода «Союз-Восток», уточнив, что проводится её госэкспертиза и оценка его воздействия на окружающую среду. По его словам, рассматривается возможность не только транзита через Монголию, но и газификации этой страны, а также поставок для местных потребителей.

## Критика проекта

### Экологическая
По предварительному проекту, газопровод «Алтай» планируется провести через территорию природного парка — уникальное высокогорное плоскогорье Укок, входящее в список объектов всемирного наследия ЮНЕСКО (см. Золотые горы Алтая) и считающееся алтайцами сакральным местом. По мнению ряда экспертов, строительство газопровода нарушит уникальный природно-исторический комплекс этих мест:
- предполагаемая трасса пересекает участки с многолетнемёрзлыми породами, нарушение которых вызовет общую дестабилизацию почвогрунтов, а также усиление процессов термокарста.
- часть территории, по которой может пройти газопровод (горное обрамление плато Укок), расположена в зоне 8-9-балльной сейсмичности, и бурение может дестабилизировать сейсмотектонические процессы.
- вдоль трассы в период строительства будет полностью разрушен почвенно-растительный покров. В суровых условиях Укока, где биологический круговорот веществ замедлен, процессы самовосстановления природных комплексов могут занимать довольно значительное время.

Высказываются мнения, что газопровод следует провести в обход плоскогорья Укок, как вариант — по территории Казахстана или Монголии. Предлагается также вариант прокладки газопровода по дну озера Байкал.

### Экономическая
По мнению вице-премьера РФ Александра Новака, проектная мощность «Силы Сибири 2» может полностью заменить «Северный поток» для России, с чем не до конца согласен эксперт фонда Карнеги, в своём анализе заявивший о гораздо меньшей прибыльности проекта (из-за больших издержек на доставку и добычу газа с целевых бассейнов), при этом назвавший проект относительно рентабельным.
Газ по «Сила Сибири – 2» (в отличие от «Силы Сибири», который заходят в северно-восточную часть Китая, которая исторически была наиболее слабо газифицирована и альтернативы российским трубопроводным поставкам здесь нет) будет приходить примерно по тому же маршруту, что и центральноазиатский газ (Туркмения, Узбекистан), в тот же Шанхай, конкурируя с ним.